# Maria av Luxemburg

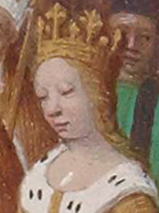
Marie de Luxembourg

Maria av Luxemburg (franska: Marie de Luxembourg), född 1304, död 26 mars 1324, var en drottning av Frankrike och Navarra, andra fru till kung Karl IV av Frankrike och Navarra.
Hon var dotter till kejsar Henrik VII och Margareta av Brabant. Hon gifte sig med kung Karl i Paris 1322. Äktenskapet arrangerades efter kungens skilsmässa från den hustru han hållit fängslad för äktenskapsbrott i flera år, och syftet var att lösa Frankrikes pågående tronföljdskris. Paret lämnade knappt Paris under de två år hon var drottning.
Maria råkade ut för en vagnsolycka under en graviditet, och avled vid tjugo års ålder några dagar efter att ha fött en son, Ludvig, som också dog. Hennes död utan barn gjorde det nödvändigt för kungen att gifta om sig. 